# Kapela
Das Kapela-Gebirge (die Kapela, wortwörtlich „Kapellengebirge“) ist ein 130 km langer waldiger Gebirgszug in Kroatien. Das Gebirge erstreckt sich in nordöstlich-südwestlicher Richtung rund 30 km landeinwärts von der Adria-Küste entfernt und bildet eine Wasserscheide zwischen Mittelmeer und Donau. Im Norden reicht es bis nahe an die Grenze zu Slowenien, wo es an den Höhenzug Gorski kotar anschließt.
Der nördliche Abschnitt der Kapela trägt die Bezeichnung Velika Kapela und reicht bis zu den Ortschaften Jezerane und Križpolje. Südlich davon beginnt der Abschnitt Mala Kapela, der sich bis Korenica erstreckt und damit fast die Grenze zu Bosnien-Herzegowina bei Bihać erreicht. Politisch gehört das Gebirge zu den drei kroatischen Gespanschaften (Provinzen) Primorje-Gorski kotar, Karlovac und Lika-Senj.
Das Kapela-Gebirge ist ein klassisches Karstgebiet. Auf Kalkstein- und Dolomitformationen findet man ausgedehnte Wälder („grüner Karst“), hauptsächlich mit Buchen- und Tannenbeständen. Besonders bekannt ist der Nationalpark Plitvicer Seen mit seiner einzigartigen, weitgehend naturbelassenen Seenlandschaft inmitten von Urwäldern und Karstformationen, der 1979 als eines der ersten Naturdenkmäler weltweit in das UNESCO-Weltnaturerbe aufgenommen wurde.
Da sich der Karstboden für landwirtschaftlichen Anbau nicht eignet, ist die Gegend relativ dünn besiedelt und diente traditionell auch aufgrund der Höhenlage als Grenzwald zwischen der kroatischen Küste (der historischen Regionen Istrien und Dalmatien), die vom 16. Jahrhundert bis 1815 meist von der Republik Venedig kontrolliert wurde (danach bis 1918 von Österreich-Ungarn), und dem Einzugsgebiet der Save bzw. ihrer Nebenflüsse Dobra, Mrežnica und Korana, die ihre Quellen im Kapela-Gebirge haben und nach Osten abfließen; dieses Gebiet Zentralkroatiens war jahrhundertelang Bestandteil Österreich-Ungarns.
Die höchste Erhebung ist die Bjelolasica im  Gebirgszug Velika Kapela nahe der Ortschaft Mrkopalj mit 1533 m ü. NN. Die Mala Kapela wird von einem der längsten Straßentunnels Europas unterquert; er hat eine Länge von 5780 Metern und wurde am 15. Juni 2005 eröffnet.
Die heutige Bezeichnung „Kapela“ rührt daher, dass sich einst in Modruš auf dem 623 Meter hohen Berg Gvozd ein bedeutendes Kloster des Eremiten-Ordens der Pauliner befand. Dieses Kloster stifteten die damaligen Fürsten von Krk (später, seit ca. 1430, als Frankopanen bekannt). Es wurde um 1390 von Ivan V. Krčki, Anž genannt, /Johann V. von Krk/(* vor 1343; † 1393), gegründet, gemeinsam mit seiner Frau Anna und seinem Sohn Nikola IV. (Mikula). Das Kloster erhielt großzügige Besitztümer, nicht nur auf dem Festland, sondern auch auf der Insel Krk. Einst lebten in diesem Kloster bis zu 80 Mönche, alles Kroaten (Glagoliten). Durch die osmanischen Eroberungen 1493 und 1531 wurde das Kloster völlig zerstört. Nach dem Wiederaufbau der Kapelle des heiligen Nikolaus im Jahre 1738 erhielt der gesamte Gebirgszug Gvozd den neuen Namen „Kapela“ (deutsch: Kapelle).